# Sapekhburto K'lubi Tskhinvali
Il Sapekhburto K'lubi Tskhinvali, meglio noto come Tskhinvali, è una società calcistica sud osseta  con sede nella città di Tskhinvali. Milita nella Erovnuli Liga 2, la seconda divisione del campionato georgiano.

## Palmarès

### Competizioni nazionali
- Erovnuli Liga 2: 1

2012-2013